# Prawa komutacji
Prawa komutacji – prawa w elektrotechnice określające zachowanie obwodów elektrycznych podczas przejścia z jednego stanu ustalonego do drugiego stanu ustalonego. Najczęściej mają zastosowanie przy włączaniu i wyłączaniu źródeł zasilania lub innych elementów układów elektrycznych.

## I prawo komutacji
Pierwsze prawo komutacji mówi, że natężenie prądu płynącego przez cewkę indukcyjną nie może zmienić się skokowo. Pierwsze prawo komutacji jest równoznaczne z tym, że skokowo nie może zmienić się również strumień magnetyczny. Warunek ciągłości natężenia prądu w obwodzie z elementem indukcyjnym można opisać równaniem:
{\displaystyle i_{L}(0^{-})=i_{L}(0^{+})}
gdzie:
{\displaystyle i_{L}(0^{-})} - natężenie prądu przed komutacją;
{\displaystyle i_{L}(0^{+})} - natężenie prądu po komutacji.

## II prawo komutacji
Drugie prawo komutacji mówi, że napięcie elektryczne na kondensatorze nie może zmienić się skokowo. Drugie prawo komutacji jest równoznaczne z tym, że skokowo nie może zmienić się również ładunek elektryczny na okładkach kondensatora. Warunek ciągłości napięcia w obwodzie z elementem pojemnościowym można opisać równaniem:
{\displaystyle u_{C}(0^{-})=u_{C}(0^{+})}
gdzie:
{\displaystyle u_{C}(0^{-})} - napięcie przed komutacją;
{\displaystyle u_{C}(0^{+})} - napięcie po komutacji.